# ميشيل ميتشيل
ميشيل ميتشيل (بالإنجليزية: Michele Mitchell) هي غطاسة أمريكية، ولدت في 10 يناير 1962 في فينيكس في الولايات المتحدة.

## وصلات خارجية
- ميشيل ميتشيل على موقع الاتحاد الدولي للسباحة (الإنجليزية)
- ميشيل ميتشيل على موقع قاعة مشاهير السباحة العالمية (الإنجليزية)
- ميشيل ميتشيل على موقع اللجنة الأولمبية الدولية (الإنجليزية)
- ميشيل ميتشيل على موقع أوليمبيديا (الإنجليزية)